# Ute Jung-Kaiser
Ute Jung-Kaiser, geborene Jung (* 16. April 1942 in Essen). ist eine deutsche Musikwissenschaftlerin.

## Leben und Wirken
Ute Jung absolvierte ein Studium für das Lehramt an Gymnasien in Köln. Nach ihrem ersten Staatsexamen in den Fachbereichen Musikwissenschaft, Germanistik, Philosophie und Schulmusik wurde sie 1968 promoviert. Das zweite Staatsexamen legte sie 1975 ab. Im Jahr 1981 habilitierte sie sich in Historischen Musikwissenschaften an der Universität Hamburg.
Von 1983 bis 1996 war sie Professorin für Musikpädagogik an der Hochschule für Musik und Theater München und anschließend bis zu ihrer Emeritierung im Jahr 2007 an der Hochschule für Musik und Darstellende Kunst Frankfurt am Main.
Sie erforschte die historische Musikwissenschaft vom 18. bis zum 20. Jahrhundert und veröffentlichte als Autorin und Herausgeberin zahlreiche Monografien über Thomas Mann, Richard Wagner, Walter Braunfels, Wolfgang Amadeus Mozart, Franz Schubert, Joseph von Eichendorff, Ludwig von Beethoven, Georg Friedrich Händel, Gustav Mahler und Frédéric Chopin.

## Schriften (Auswahl)
Monographien
- Die Musikphilosophie Thomas Manns. Gustav Bosse Verlag, Regensburg 1969.
- Die Rezeption der Kunst Richard Wagners in Italien. Gustav Bosse Verlag, Regensburg 1974, ISBN 3-7649-2076-9.
- Walter Braunfels (1882–1954). Gustav Bosse Verlag, Regensburg 1980, ISBN 3-7649-2215-X.
- Kunstwege zu Mozart. Bildnerische Deutungen vom Rokoko bis heute. Lang, Berlin 2003, ISBN 3-03910-093-9.
- Wolfgang Amadeus Mozart. Così fan tutte. Die Treuprobe im Spiegel der Musik. Wißner-Verlag, Augsburg 2004, ISBN 3-89639-442-8.
- Der Wald als romantischer Topos. 5. Interdisziplinäres Symposion der Hochschule für Musik und Darstellende Kunst. Lang, Berlin u. a. 2007, ISBN 978-3-03911-636-2.
- Der Sänger Franz Schubert. Seelische Virtuosität in Text, Musik und Bild. Lit Verlag, Münster 2013, ISBN 978-3-643-11701-4.

Herausgeberschaften
- Der kulturpädagogische Auftrag der Musik im 20. Jahrhundert. Bericht über das Symposion vom 14.–15. Juli 1989 in der Hochschule für Musik München. Gustav Bosse Verlag, Regensburg 1991, ISBN 3-7649-2395-4.
- mit Matthias Kruse: Intime Textkörper. Der Liebesbrief in den Künsten. Lang, Berlin 2004, ISBN 3-03910-427-6.
- mit Matthias Kruse: Schumanns Albumblätter. Olms, Hildesheim 2006, ISBN 3-487-13199-4.
- mit Anke Dziewulski: Joseph von Eichendorff. Tänzer, Sänger, Spielmann. Olms, Hildesheim 2007, ISBN 978-3-487-13396-6.
- mit Matthias Kruse: 1808 – ein Jahr mit Beethoven. Olms, Hildesheim 2008, ISBN 978-3-487-13670-7.
- mit Matthias Kruse: „True to life“ - Händel, der Klassiker. Olms, Hildesheim 2009, ISBN 978-3-487-14213-5.
- mit Matthias Kruse: Chopin, der Antistar. Olms, Hildesheim 2010, ISBN 978-3-487-14331-6.
- mit Matthias Kruse: „Was mir die Engel erzählen …“. Mahlers traumhafte Gegenwelten. Olms, Hildesheim 2011, ISBN 978-3-487-14595-2.
- mit Matthias Kruse: Weltenspiele. Musik um 1912. Olms, Hildesheim 2012, ISBN 978-3-487-14819-9.
- mit Matthias Kruse: „… die nach Gerechtigkeit dürsten“. Menschenrechtsappelle in der Musik. Dramen von Verdi, Wagner und Britten. Olms, Hildesheim 2013, ISBN 978-3-487-15019-2.
- mit Annette Simonis: „Die süße Macht der Töne …“. Zur Bedeutung der Musik in Shakespeares Werken und ihrer Rezeption (= Wegzeichen Musik. Band 9). Olms, Hildesheim 2014, ISBN 978-3-487-15092-5.
- mit Anette Simonis: Die verzaubernde Kunstwelt Ludwigs XIV. – Versailles als Gesamtkunstwerk. Georg Olms Verlag, Hildesheim 2015, ISBN 978-3-487-15264-6.
- mit Anette Simonis: „Poesie in reinstes Gold verwandeln …“. Cervantes’ Don Quijote in Literatur, Kunst, Musik und Philosophie. Olms, Hildesheim 2015, ISBN 978-3-487-15425-1.